# Парафілічний інфантилізм
Парафілічний інфантилізм (від грец. παρά — біля, поруч; грец. φιλία — любов; «infantilis» — дитячий) — це рідкісний психологічний стан, що належить до парафілій і характеризується бажанням особи приймати роль дитини. Такі люди отримують психологічне чи сексуальне задоволення, імітуючи поведінку немовлят або маленьких дітей.

## Характеристика
Люди з парафілічним інфантилізмом часто проявляють наступні поведінкові особливості:
- Носіння підгузків, використання пляшечок, смоктання пустушок.
- Імітація поведінки немовлят, включаючи повзання, лепетання, чи потребу в опіці.
- Створення умов, які нагадують дитячий догляд (наприклад, ігри з рольовими елементами).

Стан не слід плутати з іншими явищами, наприклад, з регресійною поведінкою, що може бути пов'язаною із психологічним стресом чи травмою.

## Причини
Точні причини виникнення парафілічного інфантилізму залишаються невідомими, проте вважається, що вони можуть включати:
1. Психосексуальний розвиток: Імовірно, стан виникає через певні аспекти раннього дитячого досвіду, які залишили відбиток на формуванні сексуальної чи психологічної ідентичності.
2. Фетишистські аспекти: Деякі особи з цим станом можуть відчувати сексуальне збудження від таких дій.

## Соціальні аспекти
У суспільстві парафілічний інфантилізм часто сприймається як табуйована чи незрозуміла поведінка. Люди з цим станом нерідко стикаються з осудом чи нерозумінням. Проте існують спільноти, які забезпечують підтримку та обмін досвідом для осіб з подібними схильностями.

## Діагностика
Парафілічний інфантилізм не завжди класифікується як окремий розлад. В офіційних міжнародних класифікаціях, таких як DSM-5 або ICD-11, цей стан може бути віднесений до загальної категорії парафілій. Діагноз можливий лише у випадку, коли поведінка завдає особі значного дистресу або порушує її соціальне чи професійне життя.

## Лікування
Лікування може включати:
- Психотерапію: Індивідуальна або групова терапія допомагає краще зрозуміти природу стану та розв'язати можливі внутрішні конфлікти.
- Когнітивно-поведінкову терапію (КПТ): Допомагає коригувати нав'язливі моделі поведінки.
- Підтримка та прийняття: У деяких випадках терапія може фокусуватися на інтеграції цих особливостей у життя без їх придушення.

## Етичні та юридичні аспекти
Будь-яка поведінка, пов'язана з парафілічним інфантилізмом, є прийнятною лише за умови дотримання взаємної згоди дорослих людей і якщо вона не порушує прав інших осіб.